# Giro de Lombardía
El Giro de Lombardía (oficialmente Il Lombardia; también conocida como “la clásica de las hojas muertas”) es una carrera profesional de un día  de ciclismo en ruta que disputa en la región de Lombardía, en Italia, tradicionalmente en el mes de octubre. 
Es una de las cinco pruebas clásicas conocidas como "monumentos del ciclismo", junto a la Milán-San Remo, el Tour de Flandes, la París-Roubaix y la Lieja-Bastoña-Lieja. Es conocida como La clásica de las hojas muertas en referencia a la estación otoñal.
Era la última prueba de la extinta Copa del Mundo de ciclismo (1989-2004); desde 2005 hasta 2007 lo fue del UCI ProTour y a partir de 2009 del UCI World Calendar posteriormente llamado UCI WorldTour. En 2011 la carrera fue renombrada por Il Lombardía, tras haber sido históricamente llamada oficialmente Giro di Lombardia.
En sus inicios se disputaba los primeros días de noviembre, pero finales de los años 1920 se empezó a correr los últimos días mes de octubre y posteriormente se fue adelantando la fecha hasta mediados de mes. En 2012 se disputó a finales de septiembre dando paso al Tour de Pekín como última prueba de la máxima categoría, pero retornó a octubre los dos últimos años, disputándose el primer domingo del mes. 
El corredor con más triunfos en la prueba es el italiano Fausto Coppi, con cinco victorias (cuatro de ellas consecutivas), seguido por el también italiano Alfredo Binda y el esloveno Tadej Pogačar, con cuatro. Tres veces han ganado la carrera Costante Girardengo, Gaetano Belloni, Gino Bartali, Sean Kelly y Damiano Cunego.

## Historia
Se comenzó a disputar en 1905. Su desarrollo no fue interrumpido por la Primera Guerra Mundial pero sí por la Segunda en los años 1943 y 1944.

### Recorrido
El recorrido de la prueba se ha cambiado en multitud de ocasiones, por lo que el kilómetraje ha variado aunque siempre teniendo más de 240 km. Milán, Como, Varese, Cantù y Bérgamo han sido comienzo, y desde 2004 hasta 2010 el final de la competición fue en Como; e incluso ha llegado a empezar en otro país como la edición de 2004 que comenzó en Mendrisio (Suiza). Desde 2011 a 2013, se volvió a cambiar el final, siendo esta vez en Lecco y desde 2014 el recorrido es entre Como y Bérgamo.
La ascensión más famosa del Giro de Lombardía es la cota de Madonna del Ghisallo. En su cima se encuentra un altar con un pequeño museo que contiene objetos y fotografías sobre ciclismo y religión. Otra subida por la que ha pasado la carrera es el Muro di Sormano. Este ascenso de 2 km de longitud y una pendiente media del 15,8% (con rampas de 25-27%) se hizo en el período 1960-1962 y tras varios años sin pasar por él, se recuperó en 2012 y 2013.  

#### Salidas y llegadas
A continuación se muestran las diferentes salidas y llegadas de al prueba a lo largo de la historia:
- 1905-1960: de Milán a Milán
- 1961-1984: de Milán a Como
- 1985-1989 de Como a Milán (en 1985 en el Velódromo Vigorelli; del 1986 al 1989 en la Piazza Duomo)
- 1990-1994 :de Milán a Monza
- 1995-2001: de Varese a Bérgamo
- 2002: de Cantù a Bérgamo
- 2003: de Como a Bérgamo
- 2004-2006: de Mendrisio (Suiza) a Como
- 2007-2009 de Varese a Como
- 2010: de Milán a Como
- 2011: de Milán a Lecco
- 2012-2013: de Bérgamo a Lecco
- 2014: de Como a Bérgamo
- 2015: de Bérgamo a Como
- 2016: de Como a Bérgamo
- 2017-2020: de Bérgamo a Como
- 2021: de Como a Bérgamo

## Piccolo Giro de Lombardía
Desde 1911 se disputa también el Piccolo Giro de Lombardía (oficialmente: Piccolo Giro di Lombardia), que es un Giro de Lombardía limitado a corredores sub-23.  
Sus primeras ediciones fueron amateur hasta que en 2005 se incorporó al circuito profesional del UCI Europe Tour, en la categoría 1.2 (última categoría del profesionalismo).
Tiene unos 70 km menos de trazado respecto a la de sin limitación de edad.

## Palmarés
| Año                                                                  | Ganador                  | Segundo                | Tercero              |
| -------------------------------------------------------------------- | ------------------------ | ---------------------- | -------------------- |
| 1905                                                                 | Giovanni Gerbi           | Giovanni Rossignoli    | Luigi Ganna          |
| 1906                                                                 | Cesare Brambilla         | Carlo Galetti          | Luigi Ganna          |
| 1907                                                                 | Gustave Garrigou         | Ernesto Azzini         | Luigi Ganna          |
| 1908                                                                 | François Faber           | Luigi Ganna            | Giovanni Gerbi       |
| 1909                                                                 | Giovanni Cuniolo         | Omer Beaugendre        | Louis Trousselier    |
| 1910                                                                 | Giovanni Micheletto      | Luigi Ganna            | Luigi Bailo          |
| 1911                                                                 | Henri Pélissier          | Giovanni Micheletto    | Cyrille van Hauwaert |
| 1912                                                                 | Carlo Oriani             | Enrico Verde           | Maurice Brocco       |
| 1913                                                                 | Henri Pélissier          | Maurice Brocco         | Marcel Godivier      |
| 1914                                                                 | Lauro Bordin             | Giuseppe Azzini        | Pierino Piacco       |
| 1915                                                                 | Gaetano Belloni          | Paride Ferrari         | Gaetano Caravaglia   |
| 1916                                                                 | Leopoldo Torricelli      | Camillo Bertarelli     | Alfredo Sivocci      |
| 1917                                                                 | Philippe Thys            | Henri Pélissier        | Leopoldo Torricelli  |
| 1918                                                                 | Gaetano Belloni          | Alfredo Sivocci        | Carlo Galetti        |
| 1919                                                                 | Costante Girardengo      | Gaetano Belloni        | Heiri Suter          |
| 1920                                                                 | Henri Pélissier          | Giovanni Brunero       | Gaetano Belloni      |
| 1921                                                                 | Costante Girardengo      | Gaetano Belloni        | Federico Gay         |
| 1922                                                                 | Costante Girardengo      | Giuseppe Azzini        | Bartolomeo Aymo      |
| 1923                                                                 | Giovanni Brunero         | Pietro Linari          | Federico Gay         |
| 1924                                                                 | Giovanni Brunero         | Costante Girardengo    | Pietro Linari        |
| 1925                                                                 | Alfredo Binda            | Battista Giuntelli     | Ermanno Vallazza     |
| 1926                                                                 | Alfredo Binda            | Antonio Negrini        | Ermanno Vallazza     |
| 1927                                                                 | Alfredo Binda            | Alfonso Piccin         | Antonio Negrini      |
| 1928                                                                 | Gaetano Belloni          | Allegro Grandi         | Pietro Fossati       |
| 1929                                                                 | Pietro Fossati           | Adriano Zanaga         | Raffaele Di Paco     |
| 1930                                                                 | Michele Mara             | Alfredo Binda          | Learco Guerra        |
| 1931                                                                 | Alfredo Binda            | Michele Mara           | Giovanni Firpo       |
| 1932                                                                 | Antonio Negrini          | Domenico Piemontesi    | Remo Bertoni         |
| 1933                                                                 | Domenico Piemontesi      | Luigi Barral           | Pietro Rimoldi       |
| 1934                                                                 | Learco Guerra            | Mario Cipriani         | Domenico Piemontesi  |
| 1935                                                                 | Enrico Mollo             | Aldo Bini              | Gino Bartali         |
| 1936                                                                 | Gino Bartali             | Diego Marabelli        | Luigi Barral         |
| 1937                                                                 | Aldo Bini                | Gino Bartali           | Aimone Landi         |
| 1938                                                                 | Cino Cinelli             | Gino Bartali           | Osvaldo Bailo        |
| 1939                                                                 | Gino Bartali             | Adolfo Leoni           | Salvatore Crippa     |
| 1940                                                                 | Gino Bartali             | Osvaldo Bailo          | Cino Cinelli         |
| 1941                                                                 | Mario Ricci              | Cino Cinelli           | Severino Canavesi    |
| 1942                                                                 | Aldo Bini                | Gino Bartali           | Quirino Toccacelli   |
| 1943-1944 ediciones suspendidas a causa de la Segunda Guerra Mundial |                          |                        |                      |
| 1945                                                                 | Mario Ricci              | Aldo Bini              | Gino Bartali         |
| 1946                                                                 | Fausto Coppi             | Luigi Casola           | Michele Motta        |
| 1947                                                                 | Fausto Coppi             | Gino Bartali           | Italo De Zan         |
| 1948                                                                 | Fausto Coppi             | Adolfo Leoni           | Fritz Schär          |
| 1949                                                                 | Fausto Coppi             | Ferdinand Kübler       | Nedo Logli           |
| 1950                                                                 | Renzo Soldani            | Antonio Bevilacqua     | Fausto Coppi         |
| 1951                                                                 | Louison Bobet            | Giuseppe Minardi       | Fausto Coppi         |
| 1952                                                                 | Giuseppe Minardi         | Nino Defilippis        | Arrigo Padovan       |
| 1953                                                                 | Bruno Landi              | Pino Cerami            | Pierre Molinéris     |
| 1954                                                                 | Fausto Coppi             | Fiorenzo Magni         | Mino De Rossi        |
| 1955                                                                 | Cleto Maule              | Fred de Bruyne         | Angelo Conterno      |
| 1956                                                                 | André Darrigade          | Fausto Coppi           | Fiorenzo Magni       |
| 1957                                                                 | Diego Ronchini           | Bruno Monti            | Aurelio Cestari      |
| 1958                                                                 | Nino Defilippis          | Miguel Poblet          | Michel Van Aerde     |
| 1959                                                                 | Rik Van Looy             | Willy Vannitsen        | Miguel Poblet        |
| 1960                                                                 | Emile Daems              | Diego Ronchini         | Marino Fontana       |
| 1961                                                                 | Vito Taccone             | Imerio Massignan       | Renzo Fontona        |
| 1962                                                                 | Jo De Roo                | Livio Trapè            | Alcide Cerato        |
| 1963                                                                 | Jo De Roo                | Adriano Durante        | Michele Dancelli     |
| 1964                                                                 | Gianni Motta             | Carmine Preziosi       | Jos Hoevenaers       |
| 1965                                                                 | Tom Simpson              | Gerben Karstens        | Jean Stablinski      |
| 1966                                                                 | Felice Gimondi           | Eddy Merckx            | Raymond Poulidor     |
| 1967                                                                 | Franco Bitossi           | Felice Gimondi         | Raymond Poulidor     |
| 1968                                                                 | Herman Van Springel      | Franco Bitossi         | Eddy Merckx          |
| 1969                                                                 | Jean-Pierre Monseré      | Herman Van Springel    | Franco Bitossi       |
| 1970                                                                 | Franco Bitossi           | Felice Gimondi         | Gianni Motta         |
| 1971                                                                 | Eddy Merckx              | Franco Bitossi         | Frans Verbeeck       |
| 1972                                                                 | Eddy Merckx              | Cyrille Guimard        | Felice Gimondi       |
| 1973                                                                 | Felice Gimondi           | Roger de Vlaeminck     | Herman Van Springel  |
| 1974                                                                 | Roger de Vlaeminck       | Eddy Merckx            | Tino Conti           |
| 1975                                                                 | Francesco Moser          | Enrico Paolini         | Alfredo Chinetti     |
| 1976                                                                 | Roger de Vlaeminck       | Bernard Thévenet       | Wladimiro Panizza    |
| 1977                                                                 | Gianbattista Baronchelli | Jean-Luc Vandenbroucke | Franco Bitossi       |
| 1978                                                                 | Francesco Moser          | Bernt Johansson        | Bernard Hinault      |
| 1979                                                                 | Bernard Hinault          | Silvano Contini        | Giovanni Battaglin   |
| 1980                                                                 | Alfons De Wolf           | Alfredo Chinetti       | Ludo Peeters         |
| 1981                                                                 | Hennie Kuiper            | Moreno Argentin        | Alfredo Chinetti     |
| 1982                                                                 | Giuseppe Saronni         | Pascal Jules           | Francesco Moser      |
| 1983                                                                 | Sean Kelly               | Greg LeMond            | Adrie van der Poel   |
| 1984                                                                 | Bernard Hinault          | Ludo Peeters           | Teun van Vliet       |
| 1985                                                                 | Sean Kelly               | Adrie van der Poel     | Charly Mottet        |
| 1986                                                                 | Gianbattista Baronchelli | Sean Kelly             | Phil Anderson        |
| 1987                                                                 | Moreno Argentin          | Eric van Lancker       | Marc Madiot          |
| 1988                                                                 | Charly Mottet            | Gianni Bugno           | Marino Lejarreta     |
| 1989                                                                 | Tony Rominger            | Gilles Delion          | Luc Roosen           |
| 1990                                                                 | Gilles Delion            | Pascal Richard         | Charly Mottet        |
| 1991                                                                 | Sean Kelly               | Martial Gayant         | Franco Ballerini     |
| 1992                                                                 | Tony Rominger            | Claudio Chiappucci     | Davide Cassani       |
| 1993                                                                 | Pascal Richard           | Giorgio Furlan         | Maximilian Sciandri  |
| 1994                                                                 | Vladislav Bóbrik         | Claudio Chiappucci     | Pascal Richard       |
| 1995                                                                 | Gianni Faresin           | Daniele Nardello       | Michele Bartoli      |
| 1996                                                                 | Andrea Tafi              | Fabian Jeker           | Axel Merckx          |
| 1997                                                                 | Laurent Jalabert         | Paolo Lanfranchi       | Francesco Casagrande |
| 1998                                                                 | Oscar Camenzind          | Michael Boogerd        | Felice Puttini       |
| 1999                                                                 | Mirko Celestino          | Danilo Di Luca         | Eddy Mazzoleni       |
| 2000                                                                 | Raimondas Rumsas         | Francesco Casagrande   | Niklas Axelsson      |
| 2001                                                                 | Danilo Di Luca           | Giuliano Figueras      | Michael Boogerd      |
| 2002                                                                 | Michele Bartoli          | Davide Rebellin        | Oscar Camenzind      |
| 2003                                                                 | Michele Bartoli          | Angelo Lopeboselli     | Dario Frigo          |
| 2004                                                                 | Damiano Cunego           | Michael Boogerd        | Ivan Basso           |
| 2005                                                                 | Paolo Bettini            | Gilberto Simoni        | Fränk Schleck        |
| 2006                                                                 | Paolo Bettini            | Samuel Sánchez         | Fabian Wegmann       |
| 2007                                                                 | Damiano Cunego           | Riccardo Riccò         | Samuel Sánchez       |
| 2008                                                                 | Damiano Cunego           | Janez Brajkovič        | Rigoberto Urán       |
| 2009                                                                 | Philippe Gilbert         | Samuel Sánchez         | Aleksandr Kolobnev   |
| 2010                                                                 | Philippe Gilbert         | Michele Scarponi       | Pablo Lastras        |
| 2011                                                                 | Oliver Zaugg             | Daniel Martin          | Joaquim Rodríguez    |
| 2012                                                                 | Joaquim Rodríguez        | Samuel Sánchez         | Rigoberto Urán       |
| 2013                                                                 | Joaquim Rodríguez        | Alejandro Valverde     | Rafał Majka          |
| 2014                                                                 | Daniel Martin            | Alejandro Valverde     | Rui Alberto Costa    |
| 2015                                                                 | Vincenzo Nibali          | Dani Moreno            | Thibaut Pinot        |
| 2016                                                                 | Esteban Chaves           | Diego Rosa             | Rigoberto Urán       |
| 2017                                                                 | Vincenzo Nibali          | Julian Alaphilippe     | Gianni Moscon        |
| 2018                                                                 | Thibaut Pinot            | Vincenzo Nibali        | Dylan Teuns          |
| 2019                                                                 | Bauke Mollema            | Alejandro Valverde     | Egan Bernal          |
| 2020                                                                 | Jakob Fuglsang           | George Bennett         | Aleksandr Vlásov     |
| 2021                                                                 | Tadej Pogačar            | Fausto Masnada         | Adam Yates           |
| 2022                                                                 | Tadej Pogačar            | Enric Mas              | Mikel Landa          |
| 2023                                                                 | Tadej Pogačar            | Andrea Bagioli         | Primož Roglič        |
| 2024                                                                 | Tadej Pogačar            | Remco Evenepoel        | Giulio Ciccone       |
| 2025                                                                 |                          |                        |                      |

Nota: En el Giro de Lombardía 1907, Giovanni Gerbi, fue el primer en cruzar la línea de meta, pero fue descalificado por haber hecho parte del recorrido detrás de una moto.

## Palmarés por países
| País           | Victorias | 2.º lugar | 3.º lugar | Total | Último vencedor           |
| -------------- | --------- | --------- | --------- | ----- | ------------------------- |
| Italia         | 69        | 77        | 68        | 214   | Vincenzo Nibali en 2017   |
| Bélgica        | 12        | 10        | 10        | 32    | Philippe Gilbert en 2010  |
| Francia        | 12        | 9         | 12        | 33    | Thibaut Pinot en 2018     |
| Suiza          | 5         | 3         | 5         | 13    | Oliver Zaugg en 2011      |
| Países Bajos   | 4         | 4         | 3         | 11    | Bauke Mollema en 2019     |
| Irlanda        | 4         | 2         | 0         | 6     | Daniel Martin en 2014     |
| Eslovenia      | 4         | 1         | 1         | 6     | Tadej Pogačar en 2024     |
| España         | 2         | 9         | 6         | 17    | Joaquim Rodríguez en 2013 |
| Colombia       | 1         | 0         | 4         | 5     | Esteban Chaves en 2016    |
| Rusia          | 1         | 0         | 2         | 3     | Vladislav Bóbrik en 1994  |
| Reino Unido    | 1         | 0         | 1         | 2     | Tom Simpson en 1965       |
| Luxemburgo     | 1         | 0         | 1         | 2     | François Faber en 1908    |
| Lituania       | 1         | 0         | 0         | 0     | Raimondas Rumsas en 2000  |
| Dinamarca      | 1         | 0         | 0         | 0     | Jakob Fuglsang en 2020    |
| Suecia         | 0         | 1         | 1         | 2     | -                         |
| Estados Unidos | 0         | 1         | 0         | 1     | -                         |
| Nueva Zelanda  | 0         | 1         | 0         | 1     | -                         |
| Australia      | 0         | 0         | 1         | 1     | -                         |
| Alemania       | 0         | 0         | 1         | 1     | -                         |
| Polonia        | 0         | 0         | 1         | 1     | -                         |
| Portugal       | 0         | 0         | 1         | 1     | -                         |
| Total          | 118       | 118       | 118       | 354   |                           |

En negrilla corredores activos.

## Estadísticas

### Más victorias
Hasta la edición 2024.
| Ciclista                 | Victorias | Años                          |
| ------------------------ | --------- | ----------------------------- |
| Fausto Coppi             | 5         | 1946, 1947, 1948, 1949 y 1954 |
| Alfredo Binda            | 4         | 1925, 1926, 1927 y 1931       |
| Tadej Pogačar            | 4         | 2021, 2022, 2023 y 2024       |
| Henri Pélissier          | 3         | 1911, 1913 y 1920             |
| Costante Girardengo      | 3         | 1919, 1921 y 1922             |
| Gaetano Belloni          | 3         | 1915, 1918 y 1928             |
| Gino Bartali             | 3         | 1936, 1939 y 1940             |
| Sean Kelly               | 3         | 1983, 1985 y 1991             |
| Damiano Cunego           | 3         | 2004, 2007 y 2008             |
| Giovanni Brunero         | 2         | 1923 y 1924                   |
| Aldo Bini                | 2         | 1937 y 1942                   |
| Mario Ricci              | 2         | 1941 y 1945                   |
| Jo De Roo                | 2         | 1962 y 1963                   |
| Franco Bitossi           | 2         | 1967 y 1970                   |
| Eddy Merckx              | 2         | 1971 y 1972                   |
| Felice Gimondi           | 2         | 1966 y 1973                   |
| Roger De Vlaeminck       | 2         | 1974 y 1976                   |
| Francesco Moser          | 2         | 1975 y 1978                   |
| Bernard Hinault          | 2         | 1979 y 1984                   |
| Gianbattista Baronchelli | 2         | 1977 y 1986                   |
| Michele Bartoli          | 2         | 2002 y 2003                   |
| Paolo Bettini            | 2         | 2005 y 2006                   |
| Philippe Gilbert         | 2         | 2009 y 2010                   |
| Joaquim Rodríguez        | 2         | 2012 y 2013                   |
| Vincenzo Nibali          | 2         | 2015 y 2017                   |

- En negrilla corredores activos.

### Victorias consecutivas
- Cuatro victorias seguidas:
  -  Fausto Coppi (1946, 1947, 1948, 1949)
  -  Tadej Pogačar (2021, 2022, 2023, 2024)

- Tres victorias seguidas:
  -  Alfredo Binda (1925, 1926, 1927)

- Dos victorias seguidas:
  -  Costante Girardengo (1921, 1922)
  -  Giovanni Brunero (1923, 1924)
  -  Gino Bartali (1939, 1940)
  -  Jo De Roo (1962, 1963)
  -  Eddy Merckx (1971, 1972)
  -  Michele Bartoli (2002, 2003)
  -  Paolo Bettini (2005, 2006)
  -  Damiano Cunego (2007, 2008)
  -  Philippe Gilbert (2009, 2010)
  -  Joaquim Rodríguez (2012, 2013)
- En negrilla corredores activos.

### Más podios
Gino Bartali es el ciclista con más podios en la carrera.
Hasta la edición 2024.
| Ciclista        | Victorias | 2.º lugar | 3.º lugar | Total |
| --------------- | --------- | --------- | --------- | ----- |
| Gino Bartali    | 3         | 4         | 2         | 9     |
| Fausto Coppi    | 5         | 1         | 2         | 8     |
| Gaetano Belloni | 3         | 2         | 1         | 6     |
| Franco Bitossi  | 2         | 2         | 2         | 6     |
| Alfredo Binda   | 4         | 1         | -         | 5     |
| Eddy Merckx     | 2         | 2         | 1         | 5     |
| Felice Gimondi  | 2         | 2         | 1         | 5     |
| Luigi Ganna     | -         | 2         | 3         | 5     |

### Otros datos
- La edición más lenta tuvo lugar en 1905: 24,97 km/h  Giovanni Gerbi.
- La edición más rápida tuvo lugar en 1995: 43,32 km/h  Gianni Faresin.
- Corredor más joven en ganar: Giovanni Gerbi en 1905 (20 años y 161 días).
- Corredor de mayor edad en ganar: Gaetano Belloni en 1928 (36 años y 69 días).
- El récord de participaciones es de Davide Rebellin, Domenico Pozzovivo y Bauke Mollema.
- Vigentes campeones del mundo ganadores del Giro de Lombardía: Alfredo Binda (1931), Fausto Coppi (1954), Eddy Merckx (1972), Francesco Moser (1978), Giuseppe Saronni (1982), Oscar Camenzind (1998), Paolo Bettini (2006) y Tadej Pogačar (2024).